# Tiszatarján, Borsod-Abaúj-Zemplén
Tiszatarján este un sat în districtul Mezőcsát, județul Borsod-Abaúj-Zemplén, Ungaria, având o populație de 1.424 de locuitori (2011). 

## Demografie
Componența etnică a satului Tiszatarján
     Maghiari (80,96%)
     Romi (19,04%)
Componența confesională a satului Tiszatarján
     Reformați (46,21%)
     Romano-catolici (24,79%)
     Fără religie (9,76%)
     Necunoscută (18,54%)
     Greco-catolici (0,7%)
     Alte religii (1,05%)
Conform recensământului din 2011, satul Tiszatarján avea 1.424 de locuitori. Din punct de vedere etnic, majoritatea locuitorilor (80,96%) erau maghiari, cu o minoritate de romi (19,04%). Nu există o religie majoritară, locuitorii fiind reformați (46,21%), romano-catolici (24,79%) și persoane fără religie (9,76%). Pentru 18,54% din locuitori nu este cunoscută apartenența confesională.